# Тарасов Микола Никифорович
Микола Никифорович Тарасов (7 грудня 1911, місто Орєхово-Зуєво, тепер Московської області, Російська Федерація — 12 березня 2010, місто Москва) — радянський державний діяч, голова Державного комітету з легкої промисловості при Держплані СРСР, міністр легкої промисловості СРСР. Кандидат у члени ЦК КПРС у 1966—1976 роках. Член ЦК КПРС у 1976—1986 роках. Депутат Верховної Ради СРСР 7—11-го скликань. Герой Соціалістичної Праці (4.12.1981).

## Життєпис
Народився в родині службовця. У 1928 році закінчив школу-семирічку в Орєхово-Зуєво. У 1930 році закінчив школу фабрично-заводського учнівства при Орєховському бавовняному комбінаті, здобув спеціальність ткача. З дитинства захоплювався футболом, грав у команді «Червоний текстильник».
У 1930—1935 роках — студент прядильного факультету Московського текстильного інституту, інженер-технолог із бавовнопрядіння.
Під час навчання в інституті виступав на першості Москви із футболу: в 1931—1933 роках — за 2-у команду ЦДКА, в 1934 році — за команду заводу «Червоний пролетар», в 1935 році — за команду електрозаводу імені Куйбишева (в складі цієї команди став переможцем Спартакіади виробничих колективів ВЦРПС).
У 1935—1942 роках — змінний майстер, заступник начальника цеху, начальник цеху, завідувач прядильної фабрики, начальник ремонтно-механічного відділу Орєхово-Зуєвського бавовняного тресту Московської області.
У 1936 році грав за команду «Сталінець» міста Москви, в 1937 році — за московський «Спартак». У 1937 році став срібним призером чемпіонату СРСР.
Член ВКП(б) з 1942 року.
У квітні 1942 року був призваний до Червоної армії. Закінчив курси вдосконалення офіцерів піхоти «Постріл» і був залишений на викладацькій роботі. Працював викладачем філії курсів в авіаційному інституті в Тушино, а потім у Кімрах. Демобілізований в грудні 1945 року в званні старшого лейтенанта.
У 1945—1948 роках — головний інженер Дрезненської прядильно-ткацької фабрики.
У 1948—1950 роках — головний інженер і заступник начальника Головного управління бавовняної промисловості Московської області Міністерства легкої промисловості СРСР. У 1950—1952 роках — начальник 2-го Головного управління бавовняної промисловості Івановської області Міністерства легкої промисловості СРСР.
У 1952—1953 роках — заступник міністра легкої промисловості СРСР. У 1953 році — начальник Головного управління Міністерства легкої і харчової промисловості СРСР.
У 1953—1955 роках — завідувач відділу легкої промисловості Управління справами Ради міністрів СРСР.
У 1955 році — заступник міністра промисловості товарів широкого вжитку СРСР.
У 1955—1957 роках — заступник голови Державної комісії Ради Міністрів СРСР із перспективного планування народного господарства.
У 1957—1958 роках — начальник відділу легкої промисловості Державного планового комітету (Держплану) СРСР.
У 1958—1959 роках — заступник голови Ради народного господарства (раднаргоспу) Владимирського економічного адміністративного району.
У 1959—1960 роках — помічник голови Державного планового комітету (Держплану) СРСР.
У 1960—1962 роках — заступник голови Всеросійської Ради народного господарства (раднаргоспу) (РНГ РРФСР).
26 грудня 1962 — 21 січня 1963 року — голова Державного комітету Ради міністрів СРСР з легкої промисловості. 21 січня 1963 — 2 жовтня 1965 року — голова Державного комітету з легкої промисловості при Держплані СРСР — міністр СРСР.
2 жовтня 1965 — 5 липня 1985 року — міністр легкої промисловості СРСР.
Указом Президії Верховної Ради СРСР від 4 грудня 1981 року за великі заслуги в розвитку легкої промисловості і в зв'язку з сімдесятиріччя з дня народження Тарасову Миколі Никифоровичу присвоєно звання Героя Соціалістичної Праці з врученням ордена Леніна і золотої медалі «Серп і Молот».
Член ВЦРПС, керував радянською частиною постійної комісії Ради економічної взаємодопомоги (РЕВ) з легкої промисловості, з 1966 по 1985 рік був головою Центрального правління Товариства радянсько-корейської дружби.
З липня 1985 року — персональний пенсіонер союзного значення в Москві.
Помер 12 березня 2010 року. Похований в Москві на Троєкуровському цвинтарі.

## Нагороди
- Герой Соціалістичної Праці (4.12.1981)
- три ордени Леніна (9.06.1966; 6.12.1971; 4.12.1981)
- орден Вітчизняної війни І ст. (11.03.1985)
- медаль «За оборону Москви»
- медалі
- Почесна грамота уряду Росі1йської Федерації (2001)
- Лауреат премії імені О.М. Косигіна (2007)
- Почесний громадянин міста Орєхово-Зуєво